# Sphyranthera airyshawii
Sphyranthera airyshawii là một loài thực vật có hoa trong họ Đại kích. Loài này được Chakrab. & Vasudeva Rao miêu tả khoa học đầu tiên năm 1984.